# Кукарское кружево

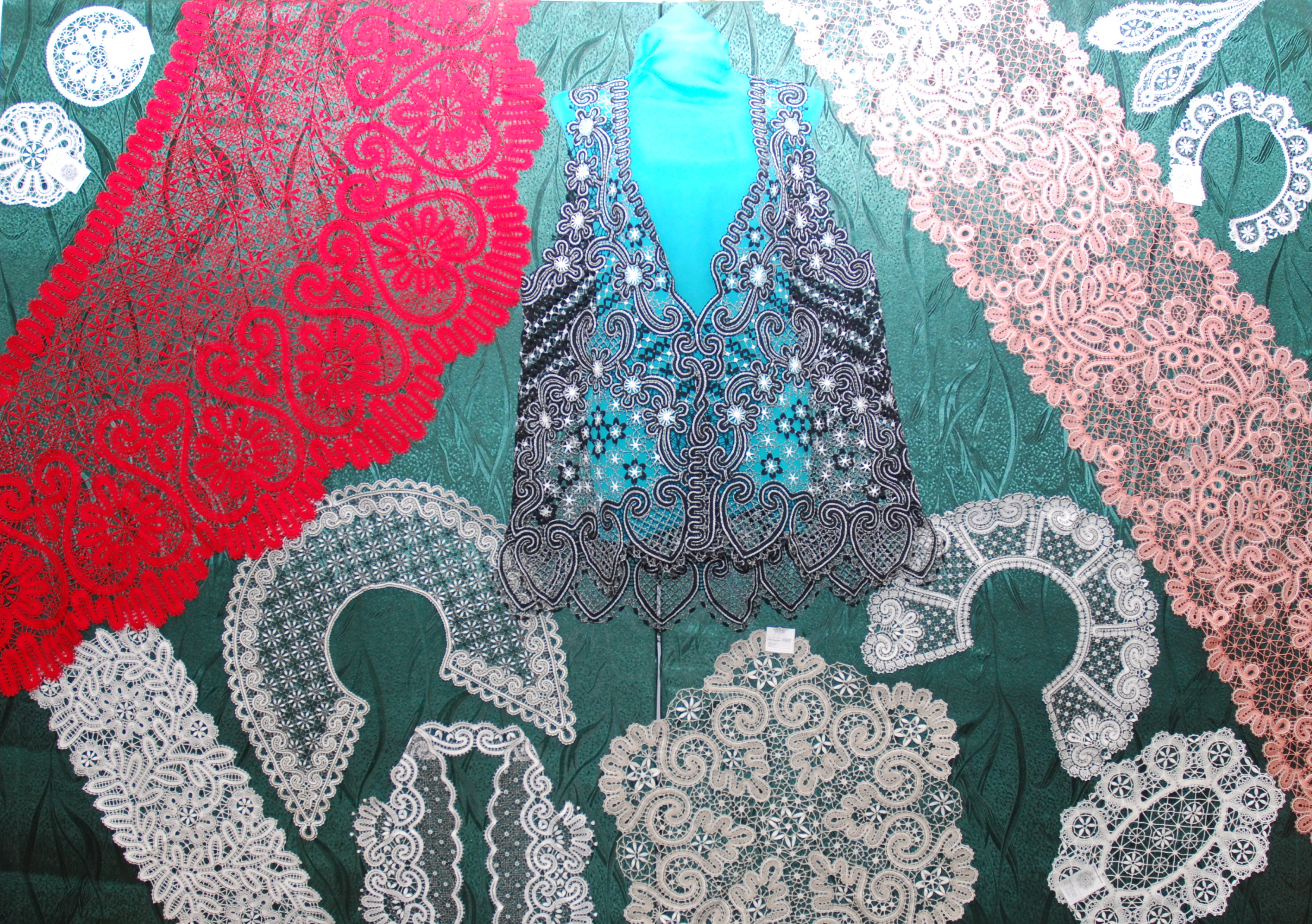
Образцы кукарского (вятского) кружева

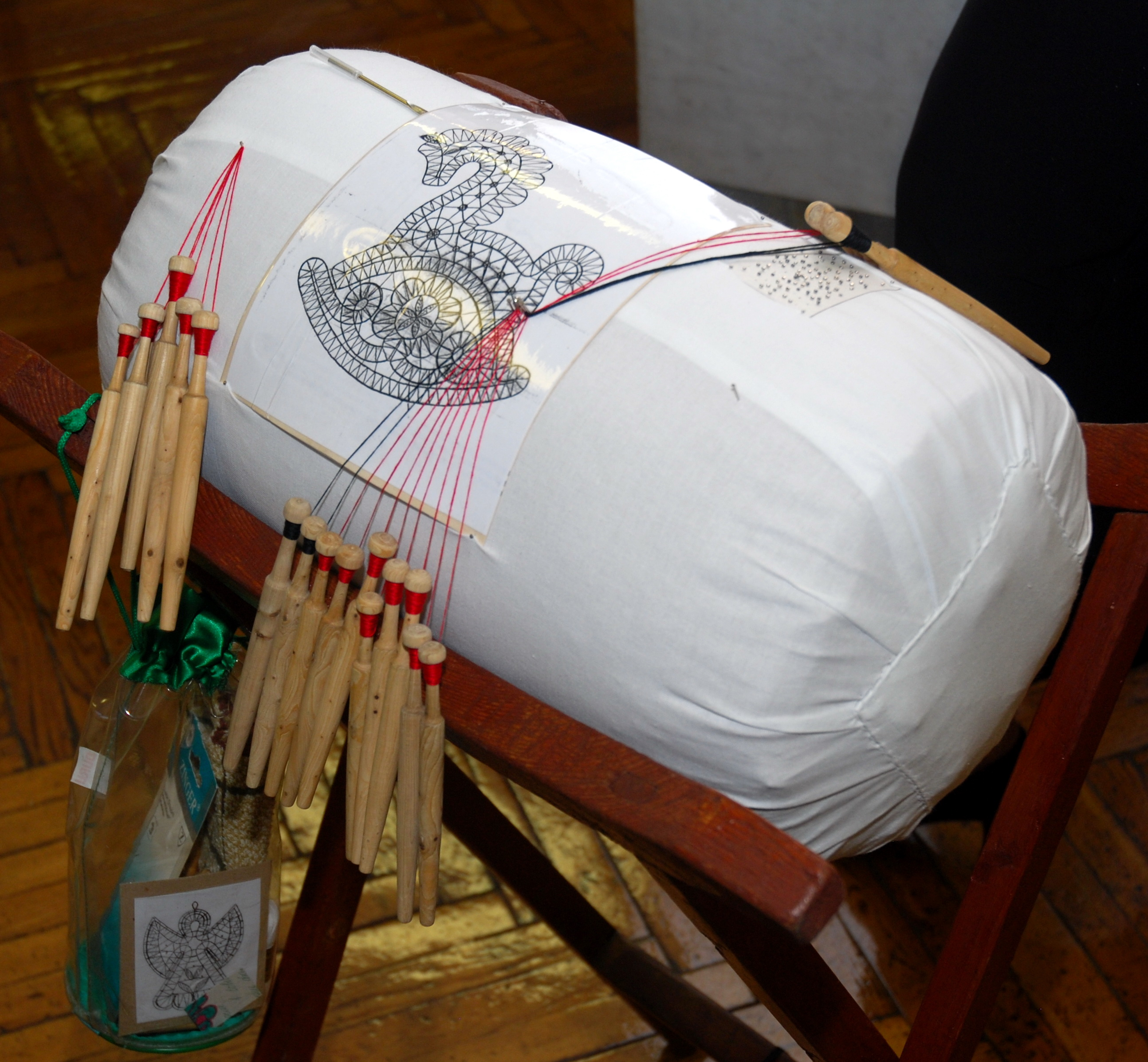
Инструменты для кружевоплетения: подушка-валик, коклюшки, булавки

Кука́рское кру́жево  — один из русских народных художественных промыслов. Получило название по месту своему возникновения (слобода Кукарка Вятской губернии).
При дальнейшем развитие получило мировую известность как Вятское кружево.

## История
Промысел возник в слободе Кукарка Вятской губернии (ныне город Советск Кировской области) в начале XVIII века. «К 80-м годам XIX века здесь плели кружево более 500 человек. Женщины в основном работали по готовым сколкам. Самостоятельно составлять рисунки могли лишь немногие». По заказам губернатора они поставляли царской семье покрывала, накладки на подушки, скатерти, плетеные платья (позже такие подарки с теми же искренними помыслами отправляли Н. К. Крупской). Кукарские кружева вышли на международный рынок и получали медали на выставках в Атланте, Париже, Брюсселе.
20 июня ст. стиля (1 августа) 1893 губернским земством в Кукарке открыта школа кружевниц, в советское время искусству кружевоплетения обучали в Профессиональном училище № 28, с 2007 г. — в результате слияния училища в КОГПОБУ Индустриально-педагогическом колледже, позже и до сегодняшнего дня — в КОГПОАУ «Техникум промышленности и народных промыслов» города Советска.
Как в любом из вятских видов кружев (белохолуницком, вятскополянском и других) в кукарском сцепном кружеве «центральные решетки бывают иногда активнее орнамента края. Звездчатые, острозубчатые формы характерны для кировского сцепного кружева, крупных и средних штучных предметов. Преобладают сложноузорные динамичные цветочные и лиственные орнаменты, декоративная выразительность которых во многом создается разной плотностью плетения частей каждого элемента».
В настоящее время кукарские (вятские) кружева плетутся в городе Советске и селе Ильинск Советского района. Производителями являются Студия кружева (город Киров) Ольги Аркадьевны Пляскиной и производственный кооператив кружевниц «Кукарское кружево», которым руководит его председатель — Любовь Михайловна Анцыгина.